# Корпорація Попс
«Корпорація Попс» (англ. PopCo) — роман британської письменниці Скарлетт Томас, виданий 2004 року, написаний у жанрі інтелектуального детективу, що сатирично розкриває механізми суспільства споживання та маркетингу. У книзі є значна криптографічна складова, безліч загадок і головоломок, які постають перед головною героїнею.

## Сюжет
Головна героїня роману, Аліса Батлер, працює в «Корпорації Попс», найбільшому виробнику іграшок. Компанія наймає лише молодих та розумних співробітників, здатних винаходити та продавати успішні іграшки. Кожен співробітник компанії повинен добре грати в го, тому що це є підтвердженням його професійної придатності. Багато моментів гри го перегукуються з діями в романі. Аліса з дитинства любила розгадувати загадки та таємниці, тому легко занурюється в таємниці могутньої корпорації та бажає дізнатися, чому діти не припиняють хотіти купити її товари. Під час одного із корпоративних семінарів їй та групі інших співробітників запропоновано створити новий безвідмовний продукт для дівчаток-підлітків. Аліса починає осягати як різні сторони суспільства споживання, так і свої особисті загадки.
За словами авторки, це «книга серед усього іншого про математику, криптографію, капіталізм і виробництво іграшок. Математика й капіталізм дуже чітко йдуть пліч-о-пліч».

## Відгуки
Роман часто порівнюють із «Криптономіконом» Ніла Стівенсона, в обох присутня розвинена тематика криптографії, сюжетна лінія про заховані скарби та згадки Блечлі-Парку.
Рецензент видання The Independent називає книгу «великим романом у дусі часу, що проводить тест на асоціації так, як раніше робила лише література кіберпанку». У відгуку відзначено вдалий та чіткий гумор авторки. Видання The New York Times назвало роман «антикорпоративною байкою», проте, на думку автора огляду, книга сподобається представникам обох сторін — як мирним працівникам корпорацій, так і противникам капіталістичного укладу. У рецензії сайту Bookslut позитивно оцінено стиль та авторську манеру оповіді; книгу схарактеризовано так: «сучасна байка, пригодницька історія та навіть любовний роман. Чудова, неймовірна, оригінальна робота». Видання The Guardian відзначило «гострий та енергійний стиль письма» Скарлетт Томас, але назвало книгу «громіздкою», а розв'язку — «несподівано незграбною».